# مایکل اپل
مایکل اپل (انگلیسی: Michael W. Apple) زاده ۲۰ اوت ۱۹۴۲ ‏(۸۲ سال)، در نیوجرسی، یک سیاستمدار و نظریه‌پرداز علوم پرورشی و اهل آمریکااست.

## پیشینه
مایکل اپل، در یک خانواده مهاجر یهودی روس، به دنیا آمده و کودکی و جوانی خود را در نیوجرسی، سپری کرده‌است. وی در سال ۱۹۷۰م، از دانشگاه کلمبیا در رشته تربیت معلم با مدرک دکترا فارغ‌التحصیل شده و سپس در دانشگاه ویسکانسین-مدیسن در رشته تربیت معلم تدریس کرده‌است. وی از چهره‌های شناخته شده در اتحادیه‌های معلمان در سراسر جهان است. مطالعات وی در زمینه علوم پرورشی انتقادی به خصوص در ارتباط با تأثیر سطح تحصیلات، در کسب قدرت اجتماعی و سیاسی، شهرتی جهانی یافته‌است.